# Coreea de Sud la Jocurile Olimpice de vară din 2016
Coreea de Sud a participat la Jocurile Olimpice de vară din 2016 de la Rio de Janeiro în perioada 5 – 21 august 2016, cu o delegație de 204 de sportivi, cea mai puțin numeroasă după ediția din 1984, care a concurat la 24 de sporturi. 
Comitetul Olimpic Coreean stabilise ca obiectiv obținerea a 10 medalii de aur. Cu un total de 21 de medalii, inclusiv 9 de aur, Coreea de Sud s-a aflat pe locul 8 în clasamentul pe medalii. Tirul cu arcul a fost sportul cel mai prolific: Coreea de Sud a cucerit toate titlurile olimpice puse în joc pentru prima dată în istoria acestui sport. „Selfie”-ul făcut împreună de gimnasta sud-coreeană Lee Eun-ju și de gimnasta nord-coreeană Hong Un-jong a devenit viral pe Internet și a fost considerat una din cele mai frumoase imagini din Jocurile pentru modul în care a simbolizat spiritul olimpic: aceste două țări sunt oficial în stare de război.

## Participanți
Delegația coreeană a cuprins 204 de sportivi: 103 bărbați și 101 femei. Rezervele la fotbal, handbal, hochei pe iarbă și scrimă nu sunt incluse.
| Sport            | Masculin | Feminin | Total |
| ---------------- | -------- | ------- | ----- |
| Atletism         | 10       | 5       | 15    |
| Badminton        | 7        | 7       | 14    |
| Box              | 1        | 0       | 1     |
| Caiac canoe      | 1        | 0       | 1     |
| Canotaj          | 1        | 1       | 2     |
| Ciclism          | 7        | 2       | 9     |
| Echitație        | 1        | 0       | 1     |
| Fotbal           | 18       | 0       | 18    |
| Golf             | 2        | 4       | 6     |
| Gimnastică       | 5        | 2       | 7     |
| Haltere          | 4        | 3       | 7     |
| Handbal          | 0        | 14      | 14    |
| Judo             | 7        | 5       | 12    |
| Lupte            | 5        | 0       | 5     |
| Natație          | 3        | 5       | 8     |
| Navigație        | 4        | 0       | 4     |
| Pentatlon modern | 2        | 1       | 3     |
| Tir              | 9        | 8       | 17    |
| Sărituri în apă  | 1        | 0       | 1     |
| Scrimă           | 6        | 8       | 14    |
| Taekwondo        | 3        | 2       | 5     |
| Tenis de masă    | 3        | 3       | 6     |
| Tir cu arcul     | 3        | 3       | 6     |
| Volei            | 0        | 12      | 12    |
| Total            | 103      | 101     | 204   |

## Medalii

### Medaliați
| Medalie | Nume                                  | Sport        | Probă                       | Dată      |
| ------- | ------------------------------------- | ------------ | --------------------------- | --------- |
| Aur     | Kim Woo-jin Ku Bon-chan Lee Seung-yun | Tir cu arcul | Echipe masculin             | 6 august  |
| Aur     | Chang Hye-jin Choi Mi-sun Ki Bo-bae   | Tir cu arcul | Echipe feminin              | 7 august  |
| Aur     | Park Sang-young                       | Scrimă       | Spadă masculin              | 9 august  |
| Aur     | Jin Jong-oh                           | Tir          | Pistol 50 m masculin        | 10 august |
| Aur     | Chang Hye-jin                         | Tir cu arcul | Individual feminin          | 11 august |
| Aur     | Ku Bon-chan                           | Tir cu arcul | Individual masculin         | 12 august |
| Aur     | Kim So-hui                            | Taekwondo    | 49 kg feminin               | 17 august |
| Aur     | Oh Hye-ri                             | Taekwondo    | 67 kg feminin               | 19 august |
| Aur     | Park Inbee                            | Golf         | Turneul feminin             | 20 august |
| Argint  | Jeong Bo-kyeong                       | Judo         | 48 kg feminin               | 6 august  |
| Argint  | An Ba-ul                              | Judo         | 66 kg masculin              | 7 august  |
| Argint  | Kim Jong-hyun                         | Tir          | Pușcă culcat 50 m           | 12 august |
| Bronz   | Yoon Jin-hee                          | Haltere      | 53 kg feminin               | 7 august  |
| Bronz   | Gwak Dong-han                         | Judo         | 90 kg masculin              | 10 august |
| Bronz   | Kim Jung-hwan                         | Scrimă       | Sabie masculin              | 10 august |
| Bronz   | Ki Bo-bae                             | Tir cu arcul | Individual feminin          | 11 august |
| Bronz   | Kim Hyeon-woo                         | Lupte        | Greco-romane 75 kg masculin | 14 august |
| Bronz   | Kim Tae-hun                           | Taekwondo    | 58 kg masculin              | 17 august |
| Bronz   | Lee Dae-hoon                          | Taekwondo    | 68 kg masculin              | 18 august |
| Bronz   | Jung Kyung-eun Shin Seung-chan        | Badminton    | Feminin dublu               | 18 august |
| Bronz   | Cha Dong-min                          | Taekwondo    | +80 kg masculin             | 20 august |

### Medalii după sport
| Sport        | Aur | Argint | Bronz | Total |
| Tir cu arcul | 4   | 0      | 1     | 5     |
| Taekwondo    | 2   | 0      | 3     | 5     |
| Scrimă       | 1   | 0      | 1     | 2     |
| Tir          | 1   | 1      | 0     | 2     |
| Golf         | 1   | 0      | 0     | 1     |
| Judo         | 0   | 2      | 1     | 3     |
| Haltere      | 0   | 0      | 1     | 1     |
| Lupte        | 0   | 0      | 1     | 1     |
| Badminton    | 0   | 0      | 1     | 1     |
| Total        | 9   | 3      | 9     | 21    |

## Natație
| Sportiv      | Probă            | Calificări | Calificări | Semifinale | Semifinale | Finală        | Finală        |
| Sportiv      | Probă            | Timp       | Loc        | Timp       | Loc        | Timp          | Loc           |
| ------------ | ---------------- | ---------- | ---------- | ---------- | ---------- | ------------- | ------------- |
| Park Taehwan | 400 m stil liber | 3:45.63    | 10         | N/A        | N/A        | Nu au avansat | Nu au avansat |

## Scrimă
Masculin
| Sportiv                                                     | Probă              | Primul tur             | Șaisprezecimi            | Optimi                | Sferturi                | Semifinală                                    | Finala mică/Finala mare                   | Finala mică/Finala mare |
| Sportiv                                                     | Probă              | Adversar Scor          | Adversar Scor            | Adversar Scor         | Adversar Scor           | Adversar Scor                                 | Adversar Scor                             | Loc                     |
| ----------------------------------------------------------- | ------------------ | ---------------------- | ------------------------ | --------------------- | ----------------------- | --------------------------------------------- | ----------------------------------------- | ----------------------- |
| Jung Jin-sun                                                | Spadă individual   | Fernández (VEN) C 15–8 | Garozzo (ITA) P 11–15    | Nu a avansat          | Nu a avansat            | Nu a avansat                                  | Nu a avansat                              | Nu a avansat            |
| Park Kyoung-doo                                             | Spadă individual   | PAS                    | Novosjolov (EST) P 10–12 | Nu a avansat          | Nu a avansat            | Nu a avansat                                  | Nu a avansat                              | Nu a avansat            |
| Park Sang-young                                             | Spadă individual   | PAS                    | Suhov (RUS) C 15–11      | Garozzo (ITA) C 15–12 | Heinzer (SUI) C 15–4    | Steffen (SUI) C 15–9                          | Imre (HUN) C 15–14                        | 1                       |
| Jung Jin-sun Jung Seung-hwa Park Kyoung-doo Park Sang-young | Spadă pe echipe    | N/A                    | N/A                      | N/A                   | Ungaria (HUN) · P 42–45 | Semifinală de 5–8 · Venezuela (VEN) · C 45–40 | Finală pt loc 5 · Elveția (SUI) · C 45–36 | 5                       |
| Heo Jun                                                     | Floretă individual | PAS                    | Cheung K L (HKG) P 8–15  | Nu a avansat          | Nu a avansat            | Nu a avansat                                  | Nu a avansat                              | Nu a avansat            |
| Gu Bon-gil                                                  | Sabie individual   | N/A                    | Amar (EGY) C 15–9        | Abedini (IRI) P 12–15 | Nu a avansat            | Nu a avansat                                  | Nu a avansat                              | Nu a avansat            |
| Kim Jung-hwan                                               | Sabie individual   | N/A                    | Iriarte (CUB) C 15–7     | Bazadze (GEO) C 15–14 | Kovaliov (RUS) C 15–10  | Szilágyi (HUN) P 12–15                        | Abedini (IRI) C 15–12                     | 3                       |

Feminin
| Sportiv                                              | Probă              | Primul tur    | Șaisprezecimi             | Optimi                | Sferturi                | Semifinală                                  | Finala mică/Finala mare                                      | Finala mică/Finala mare |
| Sportiv                                              | Probă              | Adversar Scor | Adversar Scor             | Adversar Scor         | Adversar Scor           | Adversar Scor                               | Adversar Scor                                                | Loc                     |
| ---------------------------------------------------- | ------------------ | ------------- | ------------------------- | --------------------- | ----------------------- | ------------------------------------------- | ------------------------------------------------------------ | ----------------------- |
| Choi In-jeong                                        | Spadă individual   | PAS           | Kolobova (RUS) C 15–12    | Brânză (ROU) C 15–8   | Fiamingo (ITA) P 8–15   | Nu a avansat                                | Nu a avansat                                                 | Nu a avansat            |
| Kang Young-mi                                        | Spadă individual   | PAS           | Sun Yj (CHN) C 15–10      | Szász (HUN) P 11–15   | Nu a avansat            | Nu a avansat                                | Nu a avansat                                                 | Nu a avansat            |
| Shin A-lam                                           | Spadă individual   | PAS           | Krîvîțka (UKR) P 14–15    | Nu a avansat          | Nu a avansat            | Nu a avansat                                | Nu a avansat                                                 | Nu a avansat            |
| Choi Eun-sook Choi In-jeong Kang Young-mi Shin A-lam | Spadă pe echipe    | N/A           | N/A                       | N/A                   | Estonia (EST) · P 26–27 | Semifinală de 5–8 · Ucraina (UKR) · C 45–34 | Finală pt loc 5 · Statele Unite ale Americii (USA) · P 15–22 | 6                       |
| Jeon Hee-sook                                        | Floretă individual | PAS           | Giménez (VEN) C 10–8      | Șanaeva (RUS) P 11–15 | Nu a avansat            | Nu a avansat                                | Nu a avansat                                                 | Nu a avansat            |
| Nam Hyun-hee                                         | Floretă individual | PAS           | Nishioka (JPN) P 12–15    | Nu a avansat          | Nu a avansat            | Nu a avansat                                | Nu a avansat                                                 | Nu a avansat            |
| Hwang Seon-a                                         | Sabie individual   | PAS           | Brunet (FRA) P 11–15      | Nu a avansat          | Nu a avansat            | Nu a avansat                                | Nu a avansat                                                 | Nu a avansat            |
| Kim Ji-yeon                                          | Sabie individual   | PAS           | Nguyễn T L D (VIE) C 15–3 | Gulotta (ITA) P 13–15 | Nu a avansat            | Nu a avansat                                | Nu a avansat                                                 | Nu a avansat            |
| Seo Ji-yeon                                          | Sabie individual   | PAS           | Diacenko (RUS) P 12–15    | Nu a avansat          | Nu a avansat            | Nu a avansat                                | Nu a avansat                                                 | Nu a avansat            |
| Hwang Seon-a Kim Ji-yeon Seo Ji-yeon Yoon Ji-su      | Sabie pe echipe    | N/A           | N/A                       | N/A                   | Ucraina (UKR) · P 40-45 | Semifinală de 5–8 · Franța (FRA) · C 45-40  | Finală pt loc 5 · Polonia (POL) · C 45–41                    | 5                       |